# Honger in de Verenigde Staten

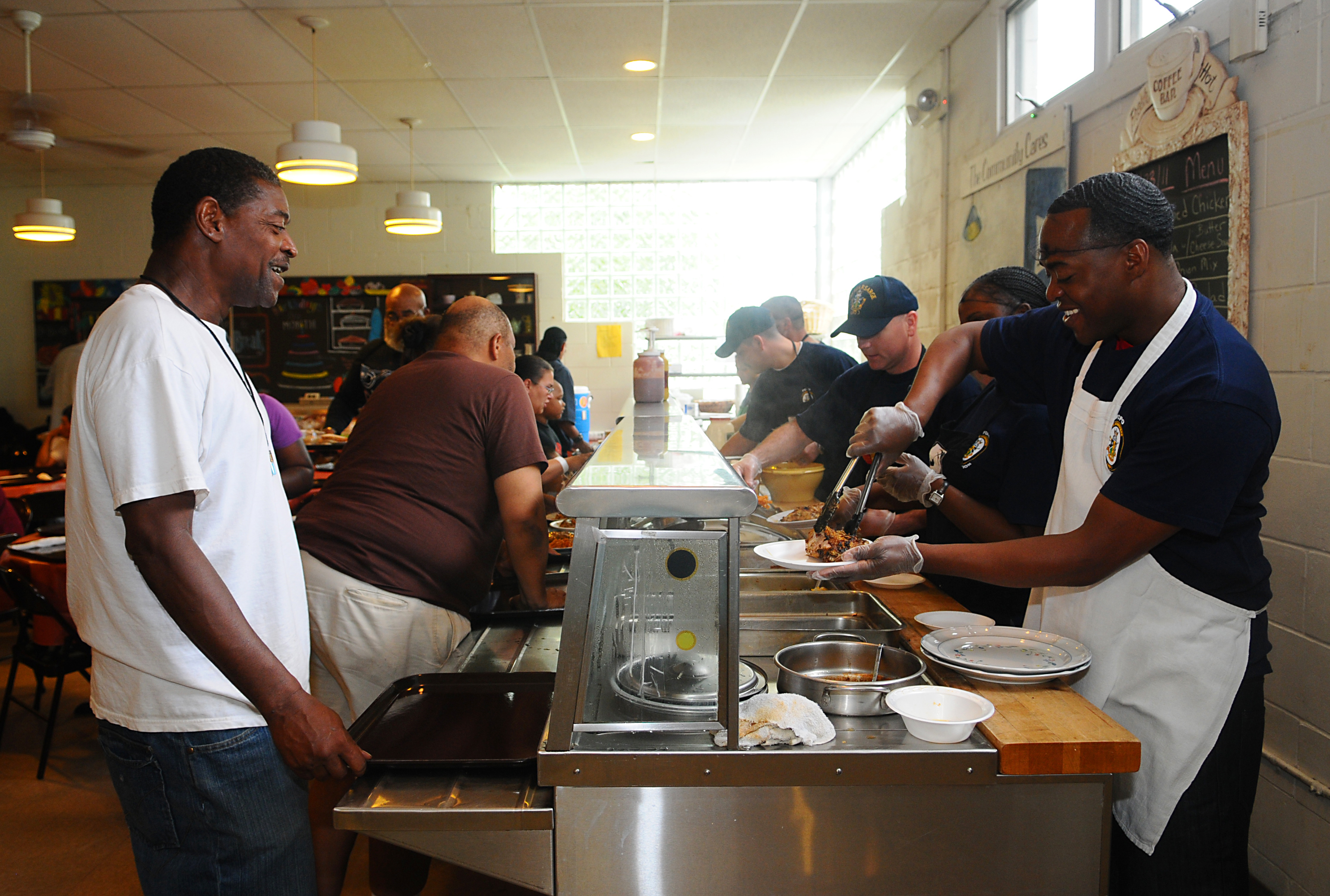
Een gaarkeuken in New Jersey (2011).

Honger in de Verenigde Staten is een probleem dat miljoenen Amerikanen ervaren, inclusief mensen in de middenklasse en in huishoudens waar alle volwassenen aan het werk zijn. Onderzoek van het ministerie van Landbouw wees uit dat 14,9% van de Amerikaanse huishoudens in voedselonzekerheid leefde gedurende een periode in 2011. Daarnaast leefde 5,7% in een erg lage voedselzekerheid.
De Verenigde Staten produceren veel meer voedsel dan het land nodig heeft voor de consumptie van de eigen bevolking. Honger in de Verenigde Staten wordt veroorzaakt doordat sommige Amerikanen te weinig geld hebben om voldoende eten te kopen voor zichzelf (armoede). 
Verschillende organisaties, zowel privaat als publiek, richten zich op de hongerproblematiek. Van officiële zijde werd al van 1939 tot 1943 een eerste Food Stamp Program met voedselbonnen opgestart, en later opnieuw vanaf 1961. Het programma werd in 1964 wettelijk neergelegd in de Food Stamp Act, in 2008 gewijzigd tot Supplemental Nutrition Assistance Program.
Terwijl andere landen honger hebben kunnen reduceren, scoren de Verenigde Staten slecht op dit punt in vergelijking met andere rijke landen.